# Vlag van Zurich (Nederland)

Vlag van Zurich

De vlag van Zurich is de dorpsvlag van het Nederlandse dorp Zurich, in de Friese gemeente Súdwest-Fryslân. Deze vlag is ontworpen door Klaes Sierksma. De vlag werd in 1955 aangenomen en in 1969 geregistreerd.
Bij gemeenteraadsbesluit van 19 april 1955 zijn een vlag vastgesteld voor de 27 dorpen van de vroegere gemeente Wonseradeel. Deze vlag is ontworpen door Klaes Sierksma.

## Ontwerp
De vlag bestaat uit een rood veld met een gele diagonale baan die van linksboven naar rechtsonder doorloopt. Aan de mastzijde toont een blauwe verticale baan met daarin een wit blokje.

## Verklaring
De kleuren rood en geel zijn afgeleid van het dorpswapen. De mastzijde toont de vlag van Wonseradeel, de gemeente waar Zurich eerder tot behoorde.

## Zie ook

Wapen van Zurich